# ユニバーサル・スタジオ・ジャパン・アドベンチャー
『ユニバーサル・スタジオ・ジャパン・アドベンチャー』は、2001年12月7日にケムコが発売したニンテンドー ゲームキューブ用ゲームソフト。オープン時のユニバーサル・スタジオ・ジャパンを疑似体験できる内容のゲームである。

## ストーリー
主人公はユニバーサル・スタジオ・ジャパンで行われているスタンプラリーに挑戦する。

## 内容
スタンプは、各アトラクションにあるミニゲームに挑戦し、クリアした時に貰える。スタンプを貰えるアトラクションは全部で6個ある。残りの2個はユニバーサル・ピクチャーズの映画のクイズに正解した時と、パーク内に落ちている文字を集めると貰える。なお、舞台はオープン当時である為、それ以降に導入されたアトラクションは収録されていない。

## ミニゲーム
- E.T.アドベンチャー - 現在は無い、ハリウッド・エリアにあったE.T.を舞台にしたアトラクションのミニゲーム。E.T.のマザーシップの発進まで時間が無いという設定で、E.T.を自転車に乗せて障害物を避けるというゲーム。
- JAWS（ジョーズ） - アミテイ・ビレッジにあるJAWSのアトラクションのミニゲーム。ボートが巨大な鮫に襲われたという設定で、船上にある樽やアイテムを鮫に投げて、鮫を退治するというゲーム。
- バック・トゥ・ザ・フューチャー・ザ・ライド - 現在は無い、サンフランシスコ・エリアにあった『バック・トゥ・ザ・フューチャー』のアトラクションのミニゲーム。ビフがデロリアンを使って逃走するという設定で、ビフのデロリアンに体当たりしてダメージを与えるというゲーム。
- バックドラフト - 現在は無い、サンフランシスコ・エリアにあった『バックドラフト』のアトラクションのミニゲーム。建物が火事になったという設定で、建物に入り、生存者を救出するというゲーム。
- ジュラシック・パーク・ザ・ライド - ジュラシック・パークにある『ジュラシック・パーク』のアトラクションのミニゲーム。ジュラシック・パークに迷いこんだという設定で、恐竜に麻酔弾を撃つというゲーム。
- ザ・ワイルド・ワイルド・ワイルド・ウエスト - 実際はショーであるが、それをゲーム風にしたミニゲーム。現在はエリア自体が無くなっている。西部のならず者のガンマンと射撃の腕を競うというゲーム。
- アニメ・セレブレーション - ユニバーサル・ピクチャーズの映画のクイズ。10問正解するとクリア、3問間違えるとゲームオーバー。

## ショー
- ウォーターワールド - ウォーターワールドで披露される『ウォーターワールド』のショーのラストシーンが5つの角度から見られる。夜になると見られなくなる。見るとポイントが貰える。

## ポイント
ゴミを拾ったり、アトラクションをクリアしたりすると貰える。ポイントは入り口にいるウッディー・ウッドペッカーを通じてアイテムと交換できる。

## アイテム
- Eパス - どのアトラクションでも一度だけ待たずに入れる。帽子を入手すると不要になる。1000ポイントで交換できる。
- ワイルドハット - ワイルド・ワイルド・ワイルド・ウエストに何度でも好きな時に入れる。2000ポイントで交換できる。
- 消防士ヘルメット - バックドラフトに何度でも好きな時に入れる。3500ポイントで交換できる。
- BTTF帽子 - バック・トゥ・ザ・フューチャー・ザ・ライドに何度でも好きな時に入れる。2500ポイントで交換できる。
- E.T.帽子 - E.T.アドベンチャーに何度でも好きな時に入れる。1500ポイントで交換できる。
- JAWS帽子 - JAWSに何度でも好きな時に入れる。2000ポイントで交換できる。
- JP帽子 - ジュラシック・パーク・ザ・ライドに何度でも好きな時に入れる。3000ポイントで交換できる。
- T-REXシューズ - 『ジュラシック・パーク』に登場するティラノサウルスの足の形をした靴。通常の1.5倍の速さで走れる。6000ポイントで交換できる。
- ホバーボード - 『バック・トゥ・ザ・フューチャー PART2』と『バック・トゥ・ザ・フューチャー PART3』に出てくるホバーボード。通常の2倍の速さで走れる。40000ポイントで交換できる。